# Depressa striatipennis
Depressa striatipennis är en tvåvingeart som beskrevs av Malloch 1927. Depressa striatipennis ingår i släktet Depressa och familjen lövflugor. Inga underarter finns listade i Catalogue of Life.